# Baker
Baker je kemični element s simbolom Cu (iz latinsko cuprum) in atomskim številom 29. Je mehka, voljna in gnetljiva kovina z zelo visoko toplotno in električno prevodnostjo. Sveže izpostavljena površina čistega bakra ima rožnato oranžno barvo. Baker se uporablja kot prevodnik toplote in električne energije, kot gradbeni material in kot sestavina različnih kovinskih zlitin, kot recimo s srebrom v nakitu, kupronikelj za izdelavo pomorske opreme in kovancev in konstantan za merilnike in termočlene v termometrih.
Baker je ena redkih kovin, ki se v naravi pojavlja neposredno kot uporabna kovina. To je imelo za posledico zelo zgodnjo uporabo po svetu, začenši z osmim tisočletjem pred našim štetjem. Par tisoč let kasneje je bil baker prva kovina, ki so jo talili iz sulfidnih rud (okoli 5000 pr. n. št.) in tudi kot prva kovina, ki so jo vlivali v kalup (okoli 4000 pr. n. št.). Kasneje, okoli 3500 pr. n. št., so ga namerno zlivali z drugo kovino, kositrom, ter tako pridobivali bron.
Spojine, ki jih pogosto najdemo, so bakrove (II) soli, ki pogosto dajejo modre ali zelene barve mineralom, kot so azurit, malahit in turkiz, in ki so jih v preteklosti pogosto uporabljali kot pigmente.
Baker, ki se uporablja v stavbah, običajno za kritino, oksidira in tvori zeleno patino. Baker se včasih uporablja v dekorativni umetnosti, tako v svoji osnovni kovinski obliki kot v spojinah in pigmentih. Bakrove spojine se uporabljajo kot bakteriocidi, fungicidi in sredstva za zaščito lesa.
Baker je bistven za vse žive organizme kot prehranski mineral v sledovih, ker je ključna sestavina encimskega kompleksa citokrom c oksidaze. Pri mehkužcih in rakih je baker sestavni del krvnega pigmenta hemocianina, ki ga je v ribah in drugih vretenčarjih nadomestil z železom kompleksiran hemoglobin. Pri ljudeh baker najdemo predvsem v jetrih, mišicah in kosteh.  Odraslo človeško telo vsebuje med 1,4 in 2,1 mg bakra na kilogram telesne teže.

## Etimologija
V Grčiji je bil baker znan po imenu chalkos (χαλκός). Bil je pomemben vir za Rimljane, Grke in druga starodavna ljudstva. V rimskih časih je bil znan kot aes Cyprium; aes je bil splošni latinski izraz za bakrove zlitine in Cyprium s Cipra, kjer so izkopali velike količino bakra. Besedna zveza je bila poenostavljena na cuprum, od tod tudi angleški copper in francoski cuivre. Baker je slovenščina prevzela iz srbohrvaškega bàkar, izvor (kakor v alb. bakër, ngr. mpakíri, mpakrí) turš. bakır ‛baker’ (Be I, 9, Sk I, 96). Staroslovanska. beseda za ‛baker’ je *mȅdь,
Afrodita (Venera v Rimu) je v mitologiji in alkimiji predstavljala baker zaradi njegove bleščeče lepote in njegove starodavne uporabe pri izdelavi ogledal; Ciper je bil za boginjo svet. Sedem starodavnih znanih nebeških teles je bilo povezanih s sedmimi kovinami, znanimi v antiki, Veneri je bil dodeljen baker.

## Zgodovina
Baker se naravno pojavlja kot naravni kovinski baker; obstajajo dokazi, da so ga poznale nekatere najstarejše civilizacije. Zgodovina uporabe bakra na Bližnjem vzhodu sega v leto 9000 pred našim štetjem;  v severnem Iraku so našli bakreni obesek iz leta 8700 pr. n. št.  Dokazi kažejo, da sta bila zlato in meteorno železo (vendar ne taljeno železo) edini kovini, ki so jih ljudje uporabljali pred bakrom.  Zgodovina metalurgije bakra naj bi sledila temu zaporedju: najprej hladno obdelava naravnega bakra, nato žarjenje, taljenje in na koncu vlivanje z izgubo voska. V jugovzhodni Anatoliji se vse štiri tehnike pojavljajo bolj ali manj sočasno na začetku neolitika c. 7500 pr. n. št. 
Taljenje bakra je bilo neodvisno izumljeno v različnih krajih. Verjetno so ga odkrili na Kitajskem pred letom 2800 pred našim štetjem, v Srednji Ameriki okrog 600 našega štetja in v zahodni Afriki približno v 9. ali 10. stoletju našega štetja.  Pri Ötziju, ki je živel 3300 do 3200 pred našim štetjem, so našli sekiro z bakrenim rezilom čistosti 99,7 %; visoka koncentracija arzena v laseh pa kaže na to, da je sodeloval pri taljenju bakra.  Izkušnje z bakrom so pomagale pri razvoju drugih kovin; taljenje bakra je zlasti privedlo do odkritja, kako taliti železo. Naravni bron, vrsta bakra iz rud, bogatih s silicijem, arzenom in (redko) kositrom, so na Balkanu splošno uporabljali okoli 5500 pr. n. št. 
Bron, zlitina bakra s kositrom, se je prvič pojavil v po njem imenovani bronasti dobi, približno 4000 let po odkritju taljenja bakra in približno 2000 let po tem, ko se je "naravni bron" začel splošno uporabljati.  Bronasti predmeti iz Vinče segajo v 4500 pr.n.št  Sumerski in egiptovski artefakti iz bakra in bronastih zlitin segajo v leto 3000 pr. n. št. Bronasta doba se je začela v jugovzhodni Evropi okoli 3700–3300 pr. n. št., v severozahodni Evropi približno 2500 pr. n. št. Končalo se je z začetkom železne dobe, 2000–1000 pr. n. št. na Bližnjem vzhodu in 600 pr. n. št. v severni Evropi. Prehod med neolitsko dobo in bronasto dobo so prej imenovali halkolitsko obdobje (bakreni kamen), ker se je bakreno orodje uporabljalo skupaj s kamnitim orodjem. Izraz je postopoma padel v nemilost, ker sta v nekaterih delih sveta halkolitska in neolitska ob začetku in koncu istodobni.. Medenina, zlitina bakra in cinka, je veliko novejšega izvora. Grki so ga poznali, v rimskem imperiju pa je postal pomemben dodatek bronu.
Prvi rudniki bakra so nastali v pradavni Britaniji že okoli 2100 pr. n. št. Največji od teh rudnikov, Veliki Orme, so uporabljali vse do pozne bronaste dobe. Zdi se, da je bilo rudarstvo v veliki meri omejeno na površinsko rudo , ki jih je bilo lažje taliti. Zdi se, da so bogata nahajališča bakra v Cornwallu ostajala v veliki meri nedotaknjena, ne glede na obsežno pridobivanje kositra v regiji, in sicer ne toliko iz tehnoloških, kot bolj iz socialnih in političnih razlogov. 
V Severni Ameriki so se z rudarjenjem bakra obrobno ukvarjali Indijanci. Znano je, da so med 800 in 1600.n.št. na Isle Royale s primitivnimi kamnitimi orodji pridobivali samoroden baker.  Metalurgija bakra je cvetela v Južni Ameriki, zlasti v Peruju okoli leta 1000 našega štetja. Odkriti so bili okraski iz bakrenega pokopa iz 15. stoletja, vendar se je komercialna proizvodnja kovine začela šele v začetku 20. stoletja. 

## Značilnosti

### Fizične značilnosti
Baker, srebro in zlato so v skupini 11 periodnega sistema; te tri kovine imajo en s-orbitalni elektron nad napolnjeno d- elektronsko lupino; odlikuje jih velika gnetljivost ter visoka električna in toplotna prevodnost. Napolnjene d-lupine v teh elementih le malo prispevajo k interakcijam med atomi, pri katerih prevladujejo s-elektroni prek kovinskih vezi. Za razliko od kovin z nepopolnimi d-lupinami kovinske vezi v bakru nimajo kovalentnega značaja in so zato razmeroma šibke. Ta ugotovitev pojasnjuje nizko trdoto in visoko gnetljivost mono kristalov bakra.  V makroskopskem merilu vnos večjih razširjenih napak v kristalno mrežo, kot so na primer meje zrn, ovira pretok materiala pod obremenitvijo in s tem povečuje njegovo trdoto. Zaradi tega se baker običajno dobavlja v drobnozrnati polikristalni obliki, ki ima večjo trdnost kot monokristalna oblika. 
Mehkoba bakra deloma pojasnjuje njegovo visoko električno prevodnost (59,6 × 106 S / m) in visoko toplotno prevodnost, drugo po velikosti (večjo ima le srebro), med čistimi kovinami pri sobni temperaturi.  Razlog za to je, da prenos elektronov v kovinah pri sobni temperaturi zavira predvsem sipanje elektronov na toplotnih nihanjih rešetke, ki pa so v mehki kovini razmeroma šibka.  Največja dovoljena gostota toka bakra na prostem je približno 3,1 × 106 A /m2 preseka; pri večjih tokovih se začne pretirano segrevati. 
Baker je eden redkih kovinskih elementov z naravno barvo, ki ni siva ali srebrna.  Čisti baker je oranžno rdeč in na zraku postane rdečkast. Značilna barva bakra je posledica elektronskih prehodov med polnimi 3d in napol praznimi 4s atomskimi lupinami - razlika energij med njimii ustreza oranžni svetlobi. Tako kot pri drugih kovinah tudi pri bakru pride pri stiku z drugo kovino do galvanske korozije. 

### Kemične lastnosti
Baker ne reagira z vodo, reagira pa počasi z atmosferskim kisikom in tvori plast rjavo-črnega bakrovega oksida, ki drugače kot rja, ki v vlažnem zraku nastaja na železu, ščiti osnovno kovino pred nadaljnjo korozijo (pasivizacija). Zeleno plast patine (bakrovega karbonata) je pogosto mogoče videti na starih bakrenih konstrukcijah, kot so strešne kritine številnih starejših stavb ali pa Kip svobode.  Baker se obarva, če je izpostavljen nekaterim spojinam žvepla in pri tem tvori različne bakrove sulfide. 

### Izotopi
Obstaja 29 izotopov bakra. 63Cu in 65Cu sta stabilna; v naravnem bakru je približno 69 % 63Cu; imata spin od Drugi izotopi so radioaktivni, najbolj stabilen pa je 67Cu z razpolovno dobo 61,83 ure. Ugotovljenih je bilo sedem metastabilnih izotopov; 68mCu je najdaljšo življenjsko dobo z razpolovno dobo 3,8 minute. Izotopi z masnim številom nad 64 razpadajo z β- razpadom, izotopi z masnim številom pod 64 z β+. 64Cu, ki ima razpolovno dobo 12,7 ure, pri tem razpada v obe smeri. 62Cu in 64Cu igrata pomembno vlogo. 62Cu se v 62Cu-PTSM uporablja kot radioaktivni sledilnik za pozitronsko emisijsko tomografijo. 

### Pojavnost
Baker nastaja v masivnih zvezdah ; v zemeljski skorji je prisoten v deležu približno 50 delov na milijon (dnm).  V naravi se baker pojavlja kot nativni baker, v različnih mineralih kot so bakrovi sulfidi halcopirit, bornit, digenit, kovelin in halkozin, bakrove sulfo soli kot tetrahedit-tennantit in enargie, bakrovi karbonati kot azurit in malahit in kot bakrovi (I) oziroma bakrovi (II) oksidi, kot sta kuprit oziroma tenorit.  Največje telo elementarnega bakra je tehtalo 420, odkrili so ga leta 1857 na polotoku Keweenaw v Michiganu v ZDA. Nativni baker je polikristal, največji doslej opisani kristali so imeli velikost 4,4 × 3,2 × 3,2 cm 

## Proizvodnja
Najbolj pogosto se baker pridobiva v velikih odprtih rudnikih z zalogami v obliki porfirja, ki vsebuje od 0,4 do 1,0 % bakra.Znani rudniki so Čukvikamata, v Čilu, Bingham Canyon v Utahu, in El Chino,v Novi Mehiki, ZDA. Po podatkih British Geological Survey je leta 2005 Čile bil na prvem mestu med proizvajalci bakra z vsaj tretjino svetovnega deleža, sledijo mu ZDA, Indonezija in Peru. Baker je mogoče pridobivati tudi z luženjem. Več lokacij v državi Arizona namerava uporabljati to metodo. Količina potrebnega bakra se povečuje in količine, ki so na voljo, je komaj dovolj, da omogočajo vse države, da dosega razvitem svetu ravni uporabe. Alternativni vir bakra za zbiranje trenutno raziskujejo so kovinskih gomoljev, ki se nahajajo v globine tihega Oceana približno 3000-6500 metrov pod morsko gladino. Ti gomolji vsebujejo tudi druge kovine, kot sta kobalt in nikelj.

### Rezerve in cene
Baker je bil v uporabi najmanj 10.000 let, vendar je bilo od leta 1900 pridobljenih več kot 95 % vsega doslej izkopanega in staljenega bakra, v zadnjih 24 letih pa več kot polovico. Ocene zalog bakra, ki so na voljo za rudarstvo, se gibljejo od 25 do 60 let, odvisno od temeljnih predpostavk, kot je stopnja rasti.  Recikliranje je glavni vir bakra v sodobnem svetu.  Zaradi teh in drugih dejavnikov je prihodnost proizvodnje in ponudbe bakra predmet številnih razprav.

### Metode pridobivanja
Koncentracija bakra v rudah je v povprečju le 0,6 %, večina komercialne rude so večinoma sulfidi, zlasti halkopirit (CuFeS2 ), borit (C 5 FeS4) in v manjši meri kovelit (CuS) in halkocit (Cu2S). Metode za pridobivanje bakra in drugih kovin, ki jih najdemo v teh vozličkih, so žveplasto luženje, taljenje in uporabo postopka Cuprion.  S flotacijo v peni ali biološkim luženje inerale se zdrobljena ruda predela do koncentracije 10–15 % bakra  Segrevanje tega materiala s silicijevim dioksidom pri bliskovitem taljenju odstrani velik del železa v obliki žlindre. Postopek izkorišča večjo enostavnost pretvorbe železovih sulfidov v okside, ki nato reagirajo s silicijevim dioksidom in tvorijo silikatno žlindro, ki plava na segreti masi. Nastala bakrena pletenjača iz Cu2S se praži, tako da se sulfidi v celoti pretvorijo v okside:
2 Cu2S + 3 O2 → 2 Cu2O + 2 SO2
Bakrov oksid se med segrevanjem pretvarja v baker
2 Cu2O → 4 Cu + O2
Sudbury proces je pretvoril le polovico sulfida v oksid in nato s tem oksidom odstranil preostanek žvepla kot oksida. Nato so ga elektrolitsko rafinirali in anodno blato izkoristili za ekstrakcijo platine in zlata v njem.Ta korak izkorišča sorazmerno enostavno redukcijo bakrovih oksidov v kovinski baker. Prek materiala piha zemeljski plin, ki se odstrani večino preostalega kisika, preostal material pa se električno rafinira v čisti baker,
Cu2+ + 2e - → Cu

### Recikliranje
Tako kot aluminij se tudi  baker lahko reciklira brez izgube kakovosti, tako iz surovega stanja kot iz proizvedenih izdelkov.  Po obsegu je baker tretja najbolj reciklirana kovina za železom in aluminijem.  Ocenjuje se, da je 80 % vsega bakra, ki je bil kdaj izkopan, še danes v uporabi.  Svetovna zaloga bakra na glavo znaša 35–55 kg. Veliko tega je v bolj razvitih državah (140–300 kg na prebivalca), manj v manj razvitih državah (30–40 kg na prebivalca).
Postopek recikliranja bakra je približno enak postopku pridobivanja bakra, vendar zahteva manj korakov. Odpadni baker visoke čistosti se v peči stopi in reducira in nato ulije v ingote; manj čisti ostanki se rafinirajo z galvanizacijo v kopeli z žveplovo kislino. 

## Zlitine
Za številne bakrove zlitine obstajajo recepti. Medenina je zlitina bakra in cinka. Bron se po navadi imenujejo zlitine bakra in kositra, lahko pa katerakoli bakrova zlitina, kot je aluminijev bron. Baker je ena najpomembnejših sestavin spajk iz srebra in karatnega zlata, ki se uporabljajo v industriji nakita za prilagajanje barve, trdote in tališča zlitin. Nekatere svinca proste spajke vsebujejo kositer, legiran z majhnim deležem bakra in drugih kovin. 
Zlitina bakra in niklja, imenovana kupronikel, se uporablja v kovancih nizkih nazivnih vrednosti, pogosto za zunanjo oblogo. Ameriški kovanec za pet centov (tako imenovani nikel) sestavlja 75 % bakra in 25 % niklja. Pred uvedbo kupronikla, ki so ga v drugi polovici 20. stoletja pogosto prevzeli v državnih kovnicah, so uporabljali tudi zlitine bakra in srebra, pri čemer so ZDA uporabljale do leta 1965 zlitin 90 % srebra in 10 % bakra do 1965, ko so iz prometa potegnili kovance s srebrom, z izjemo kovanca za pol dolarja - med letoma 1965 in 1970 so razmerje v zlitini znižali na 40% srebra in 60 % bakra. Zlitina 90 % bakra in 10 % niklja, izjemno odporna proti koroziji, se uporablja za različne predmete, izpostavljene morski vodi, čeprav je občutljiva na sulfide, ki jih je včasih najti v onesnaženih pristaniščih in izlivih. Bakrove zlitine z aluminijem (približno 7 %) imajo zlato barvo in se uporabljajo v okraskih.Emsley, John (2003). Nature's building blocks: an A–Z guide to the elements. Oxford University Press. str. 121–125. ISBN 978-0-19-850340-8. Pridobljeno 2. maja 2011.</ref> Shakudō je japonska okrasna zlitina bakra, ki vsebuje majhen odstotek zlata, običajno 4–10 %, ki ga je mogoče patinirati v temno modro ali črno barvo.

## Spojine
Bakrov tvori bogat razpon spojin, običajno z oksidacijskimi stanji +1 in +2 . Bakrene spojine, bodisi organski kompleksi bodisi organo kovinske snovi, spodbujajo ali katalizirajo številne kemične in biološke procese.

### Binarne spojine
Kot pri drugih elementih so tudi pri bakru najbolj enostavne binarne spojine, to je spojine s samo dvema elementoma; glavni primeri so oksidi, sulfidi in halogenidi. Znani so bakreni in bakrovi oksidi. Med številnimi bakrovimi sulfidi sta pomembna primera bakrov (I) sulfid in bakrov (II) sulfid. 
Znani so halogenidi bakra (I) (s klorom, bromom in jodom), kot tudi bakrovi (II) halogenidi s fluorom, klorom in bromom. Pri poskusih pripraviti Cu (II) jodid dobimo le Cu (I) jodid in jod. 
2 Cu2+ + 4 I- → 2 CuI + I2

### Koordinacijska kemija
Baker tvori z ligandi koordinacijske komplekse. V vodni raztopini baker (II) obstaja kot [Cu(H
2O)
6]2+
. Ta kompleks kaže najhitrejšo hitrost menjave vode (hitrost pri vezanju in sproščanju vodnih ligandov) za kateri koli kompleks vode-prehodne kovine. Dodajanje vodnega natrijevega hidroksida povzroči obarjanje svetlo modrega bakrovega (II) hidroksida. Poenostavljena enačba je:
Cu2+ + 2 OH- → Cu(OH)2
V salmiaku nastane ista oborina. Če se doda presežek amoniaka, se oborina raztopi in pri tem tvori tetraammin baker (II) :
Cu(H
2O)
4(OH)
2 + 4 NH3 → [Cu(H
2O)
2(NH
3)
4]2+
 + 2 H2O + 2 OH−
Številni drugi oksi anioni tvorijo komplekse. Mednje spadajo bakrov (II) acetat, bakrov (II) nitrat in bakrov (II) karbonat. Bakrov (II) sulfat tvori modri kristalinični penta hidrat, najbolj znano bakrovo laboratorijsko spojino v laboratoriju. Uporablja se v fungicidu, imenovanem mešanica Bordeaux.
Polioli, spojine, ki vsebujejo več kot eno alkoholno funkcionalno skupino, navadno reagirajo s solmi bakra (I). Bakrove soli se na primer uporabljajo za testiranje na sladkor. Konkretno, ob uporabi Benediktovega reagenta in Fehlingove raztopine se prisotnost sladkorja zazna s spremembo barve iz modrega Cu (II) v rdečkast Cu (I) oksid. Schweizerjev reagent in sorodni kompleksi z etilen diaminom in drugimi amini raztapljajo celulozo. Aminokisline tvorijo z bakrom (II) zelo stabilne kelatne komplekse. 

### Kemija organo-bakra
Spojine, ki vsebujejo vez ogljik-baker, so znane kot organobakrene spojine. Zelo so reaktivne na kisik in pri tem tvorijo bakrov (I) oksid; poznajo veliko uporab v kemiji. Sintetizirajo se z obdelavo bakrovih (I) spojin z Grignardovimi reagenti, terminalnimi alkini ali organolitijevimi reagenti; zlasti pri slednji opisani reakciji nastane Gilmanov reagent. Te lahko gredo skozi substitucijo z alkil halogenidi in tvorijovezne produkte ; kot take so pomembne na področju organske sinteze.

### Baker (III) in baker (IV)
Baker (III) najpogosteje najdemo v oksidih. Preprost primer je kalijev kuprat, KCuO2, modro-črna trdna snov. Najobsežneje preučene bakrove (III) spojine so kupratni superprevodniki. Itrijev barijev bakrov oksid (YBa2 Cu3 O7) vsebuje tako Cu (II) center in Cu (III) center. Tako kot oksid je tudi fluorid zelo bazičen anion in znano je, da stabilizira kovinske ione v visokih stopnjah oksidacije. Znani so tako bakrovi (III) kot tudi bakrovi (IV) fluoridi, K3CuF6 oziroma Cs2CuF6.Nekateri bakreni proteini tvorijo okso komplekse, ki vsebujejo tudi baker (III).  Pri tetrapeptidih se z deprotonirani amidni ligandi stabilizirajo vijolično obarvane Cu (III) komplekse.Komplekse bakra (III) najdemo tudi kot vmesne stopnje v reakcijah organobakrenih spojin.

### Biološka vloga bakra
Bakreni proteini imajo različne vloge pri biološkem prenosu elektronov in transportu kisika, to je procesih, ki izkoriščajo enostavno pretvorbo med Cu (I) in Cu (II). Baker je bistven za aerobno dihanje vseh evkariontov. V mitohondrijih ga najdemo v citokrom c oksidazi, ki je zadnja beljakovina v oksidativni fosforilaciji. Citokrom c oksidaza je protein, ki veže O2 med baker in železo; protein prenese 8 elektronov v molekulo O2, da jo reducira v dve molekuli vode. Baker najdemo tudi v številnih superoksidnih dismutazah, ki katalizirajo razgradnjo superoksidov v kisik in vodikov peroksid :
- Cu2+ -SOD + O2 - → Cu+ -SOD + O2 (redukcija bakra; oksidacija superoksida)
- Cu+ -SOD + O2 - + 2H+ → Cu2+ -SOD + H 2O2 (oksidacija bakra; redukcija superoksida)

Beljakovina hemocianin je nosilec kisika v večini mehkužcev in nekaterih členonožcev (kot je Limulus polyphemus ). Ker je hemocianin moder, imajo ti organizmi modro kri in ne rdečo, kot je človeška kri zaradihemoglobina na osnovi železa. Strukturno povezane s hemocianinom so lakaze in tirozinaze. Namesto da reverzibilno vežejo kisik, ti proteini hidroksilirajo substrate, kar kaže na njihovo vlogo pri tvorbi lakov.  Biološka vloga bakra se je začela s pojavom kisika v zemeljski atmosferi. Več bakrovih beljakovin, na primer "modri bakreni proteini", ne interagirajo neposredno s substrati; zato niso encimi. Ti proteini oddajajo elektrone s prenosom elektronov .
V dušikovi oksid reduktazi jer najti enkraten tetranuklearni bakreni center.

## Uporaba
Glavne uporabe bakra so električna žica (60 %), strešna kritina in vodovodne instalacije (20 %) ter industrijski stroji (15 %). Baker se večinoma uporablja kot čista kovina, kadar pa je potrebna večja trdota, se uporablja v zlitinah, kot sta medenina in bron (5 % celotne uporabe). Že več kot dve stoletji se bakrena barva uporablja na trupih ladij, da zadrži rast rastlin in školjk.  Majhen del zaloge bakra se porabi za prehranske dodatke in fungicide v kmetijstvu.Baker je koven in mehak, in se pogosto uporablja v izdelkih, kot so:
- bakrena žica, električni vodniki, električni kabli, valovodi;
- bakrena vodovodna napeljava;
- držala na vratih in drugi hišni inventar;
- kiparstvo: Newyorški Kip svobode, na primer, vsebuje 81,3 tone bakra;
- elektromagneti;
- motorji, še posebej elektromotorji;
- Wattov parni stroj;
- električni releji, električni razdelilniki in stikala;
- vakuumske cevi, katodne cevi in magnetroni v mikrovalovnih pečicah;
- valovna vodila za mikrovalovno sevanje;
- v zadnjem času narašča raba bakra v integriranih vezjih, kjer zaradi svoje izvrstne prevodnosti nadomešča aluminij;
- kot sestavina kovancev - v evrocentih je uporabljena legura, imenovana Nordijsko zlato, ki vsebuje 89 % bakra, 5 % aluminija, 5 % cinka in 1 % kositra;
- v kuhinjski posodi, kot v ponvah;
- večina posrebrenega jedilnega pribora (noži, vilice, žlice) vsebuje nekaj bakra;
- kot sestavina keramičnih loščil
- glasbeni inštrumenti, posebno pihala;
- kot biostatična površina v bolnišnicah in kot zaščita ladij proti naselitvi školjk;
- spojine, kot je Fehlingova raztopina se rabijo v kemiji;
- bakrov (II) sulfat se uporablja kot strup in čistilo vode;
- Pri izdelavi nakita se je že od najstarejših časov uporabljal tudi baker, tudi v današnjem času se uporablja baker za izdelavo cenejšega nakita

Baker je biostatik, kar pomeni, da na njem ne bodo rasle bakterije in številne druge oblike življenja. Iz tega razloga se že dolgo uporablja za oblogo na ladjah, da jih ščiti pred školjkami in školjkami. Prvotno je bil uporabljen v čistem stanju, od takrat pa ga je nadomestila barva na osnovi bakra in kovine Muntz. Bakrene zlitine so postale pomembni materiali za mreže v ribogojstvu, ker delujejo protimikrobno in tudi v ekstremnih pogojih preprečujejo obraščanje;  poleg tega imajo močne strukturne in proti koroziji odporne lastnosti v morskih okoljih.
Površine na dotik iz bakrene zlitine imajo naravne lastnosti, ki uničujejo širok spekter mikroorganizmov (npr. E. coli O157: H7, na meticilin odporen Staphylococcus aureus (Proti meticilinu odporni Staphylococcus aureus (MRSA)), stafilokoki, Clostridium difficile, virus gripe A, adenovirus in glive). Bakrene kljuke v bolnišnicah zmanjšujejo prenos bolezni, bakrene cevi v vodovodnih sistemih pa zatrejo legionarsko bolezen. Tekstilna vlakna lahko mešamo z bakrom, da ustvarimo protimikrobne zaščitne tkanine.